# Бенедиктинцы
Бенедикти́нцы (лат. Benedictini), также Орден Святого Бенеди́кта (Ordo Sancti Benedicti, OSB) — старейший католический монашеский орден, основанный около 530 года в Субиако и Монтекассино Бенедиктом Нурсийским, позже причисленным церковью к лику святых.
Несмотря на то, что бенедиктинцы называются «орденом», они не действуют в рамках единой иерархии, а организованы как собрание (совет) автономных монастырей. Большинство монастырей средневековой Западной Европы принадлежало бенедиктинскому ордену. Термин «бенедиктинцы» иногда употребляют и по отношению к другим монашеским орденам, использующим «Устав святого Бенедикта» (камальдулам и цистерцианцам). Также существуют православные бенедиктинцы.

## Организация
В 2014 году бенедиктинская конфедерация состояла из 21-й конгрегации и шести независимых монастырей. Общее число монашеских обителей — 353. Общее число монахов — 6 865, из них 3 587 священников. Во главе конфедерации стоит аббат-примас, избираемый на срок в 8 лет. Он представляет бенедиктинцев перед Святым Престолом, но не имеет права назначать или смещать настоятелей монастырей.
Главный упор в своей деятельности бенедиктинцы делают на молитвы, интеллектуальные занятия, религиозное искусство, миссионерскую работу.
Девиз ордена — «Молись и работай» (Ora et labora).

## История
После смерти святого Бенедикта в 547 году, основанный им монастырь Монте-Кассино просуществовал недолго и был разрушен лангобардами в 580-е годы (позднее он был восстановлен). Монахи при поддержке папы Григория I Великого разошлись по разным странам, способствуя распространению устава и идей св. Бенедикта. Вскоре бенедиктинские монастыри возникли в Англии, Франкском королевстве, других странах Западной и Центральной Европы, а к XI веку и в Восточной Европе. Среди великих бенедиктинцев этого периода выделяются св. Августин Кентерберийский, св. Виллиброрд, св. Адальберт Пражский. В VIII веке другой Бенедикт, Бенедикт Анианский, устроил монашескую жизнь на строгих началах бенедиктинского устава в монастыре в Корнелимюнстере.
Падение нравственности монашества и духовенства, вмешательство светских властей в церковную жизнь привело к реформе монашеской жизни (клюнийская реформа, по названию аббатства Клюни). В это время, X—XI века от бенедиктинцев отпочковались ордена камальдулов и цистерцианцев.
В XIII веке возникли новые, бурно развивающиеся ордены доминиканцев и францисканцев, изменилась структура европейского общества, что предопределило начало упадка ордена бенедиктинцев. Ещё более усилился этот упадок в ходе Реформации и секуляризации XVIII века.
В XIX веке началось возрождение ордена, которое продолжилось и в XX веке. Импульсом для развития ордена в Новое время стала деятельность братьев в области изучения средневековой литературы, музыки и живописи, а также миссионерской деятельности в Африке и Азии.
В 1893 году папа Лев XIII объединил все бенедиктинские монастыри и конгрегации в Бенедиктинскую конфедерацию. Резиденцией главы Бенедиктинской конфедерации является монастырь Сант-Ансельмо-аль-Авентино в Риме, при котором работают теологические колледж и университет бенедиктинского ордена.

## Культура и общество
Вклад бенедиктинцев в культуру и цивилизацию западного общества огромен, в эпоху раннего Средневековья бенедиктинские монастыри — главные очаги культуры в Западной Европе. Из школ при аббатствах вышли практически все выдающиеся учёные того времени, в том числе Беда Достопочтенный, Алкуин. В библиотеках при монастырях сохранялись и переписывались древние рукописи, велись хроники, велось обучение людей. При монастырях организовывались ярмарки, оживлявшие торговлю; больницы, где лечили страждущих. Принимая путешествующих, монастыри фактически выполняли роль гостиниц. Многие бенедиктинские монахи, такие как Ансельм Кентерберийский и Петр Дамиан были видными философами и богословами.
Бенедиктинские монастыри оказали сильное влияние на развитие архитектуры, первые образцы романского стиля появились в аббатстве Клюни, а готического — в аббатстве Сен-Дени.
Чрезвычайно велики заслуги ордена бенедиктинцев по отношению к музыке, её истории и теории. Начиная с Папы Григория Великого почти все значительные деятели, о которых упоминает история музыки, были монахами-бенедиктинцами, а бенедиктинские монахи монастыря Святого Галла Ноткер Заика и Туотило стали крупнейшими поэтами и композиторами Европы в эпоху Карла Великого.
Вклад бенедиктинцев в Новое время в исследования средневековых текстов и живописи также очень велик.

## Бенедиктинцы иРусский апостолат
Орден, имея восточную ветвь, осуществляет также служение в византийском обряде, в среде Русского зарубежья в XX веке трудились архимандрит Иоанн Хризостом Блашкевич, диакон Василий фон Бурман и другие.